# Adrian Bălan
Adrian Bălan (n. 14 martie 1990, Câmpulung, Argeș, România) este un fotbalist român, care joacă pe post de atacant la Chiajna în Liga a II-a.